# Vlag van Berg en Dal

De vlag van Berg en Dal

De vlag van Berg en Dal is de gemeentelijke vlag van de Gelderse gemeente Berg en Dal. De vlag werd 22 september 2016 door de gemeenteraad van Berg en Dal vastgesteld. Gemeente Berg en Dal ontstond op 1 januari 2015 uit de gemeenten Groesbeek, Millingen aan de Rijn en Ubbergen.
De vlag is gebaseerd op het gemeentewapen. Het gemeentewapen bestaat uit een aantal symbolen die verwijzen naar de wapens van de voormalige gemeenten. De zeven enten in de vlucht verwijzen naar de Zevenheuvelenweg, die bekend is van de Nijmeegse Vierdaagse.
De vlag is een alternatief van de twee ontwerpen die de Hoge Raad van Adel in zijn advies aan de gemeente meegaf.

## Verwante afbeeldingen

Wapen van Berg en Dal
Vlag van Groesbeek (1964-2015)
Vlag van Groesbeek (1962-1964)

Aalten ·
Apeldoorn ·
Arnhem ·
Barneveld ·
Berg en Dal ·
Berkelland ·
Beuningen ·
Bronckhorst ·
Brummen ·
Buren ·
Culemborg ·
Doesburg ·
Doetinchem ·
Druten ·
Duiven ·
Ede ·
Elburg ·
Epe ·
Ermelo ·
Harderwijk ·
Hattem ·
Heerde ·
Heumen ·
Lingewaard ·
Lochem ·
Maasdriel ·
Montferland ·
Neder-Betuwe ·
Nijkerk ·
Nijmegen ·
Nunspeet ·
Oldebroek ·
Oost Gelre ·
Oude IJsselstreek ·
Overbetuwe ·
Putten ·
Renkum ·
Rheden ·
Rozendaal ·
Scherpenzeel ·
Tiel ·
Voorst ·
Wageningen ·
West Betuwe ·
West Maas en Waal ·
Westervoort ·
Wijchen ·
Winterswijk ·
Zaltbommel ·
Zevenaar ·
Zutphen